# Nine：九回時間旅行
《Nine：九回時間旅行》（韓語：나인: 아홉번의 시간여행）為韓國tvN自2013年3月11日播出的月火迷你連續劇，由李陣郁、趙胤熙主演，知名劇作家宋在貞(《順風婦產科》、《搞笑一家親》、《仁顯王后的男人》)執筆。企劃時間超過三年，首播前已事先拍好8集、完成15集的劇本，在習慣邊拍邊播的韓國電視圈實屬罕見。本劇亦為韓國有線電視台首部到海外取景（尼泊爾）的電視劇，製作費為59億韓元，為韓國電視史上第一部被美國收購版權的作品，美國版預計由Fake Empire Productions製作，並在ABC播放。

## 劇情簡介
故事圍繞著一位新聞主播朴宣友，在哥哥於尼泊爾留下的遺物中發現一支神祕的線香，點燃者可以回到20年前的同一時刻停留30分鐘。為了瞭解20年前在醫院縱火案中父親慘遭不測的真相、進而扭轉家破人亡的遺憾，他多次點燃線香試圖改變過去，卻因蝴蝶效應的影響而不斷觸發難以想像的結果。

## 演員陣容

### 主要人物
| 角色                   | 演員（劇中年齡） | 演員（劇中年齡） | 介紹 | 粤语配音（劇中年齡） | 粤语配音（劇中年齡）      | 国语配音 （劇中年齡） |
| 角色                   | 2012年           | 1992年           | 介紹 | 香港有线             | 香港TVB                   | 国语配音 （劇中年齡） |
| 朴宣友                 | 李陣郁（38）     | 朴炯植（18）     | 2012年——CBM電視台12年資歷的記者 憑藉出色的判斷力和領導力揭發許多爆炸性新聞，年紀輕輕就晉升到主播的位置。得知患上惡性腦腫瘤的那刻起，腦海中浮現出母親的臉孔，再來出現的是自己也很意外的後輩朱敏英，五年來對宣友展開愛情攻勢卻一直保持著距離的敏英，在那瞬間開始一直沒有消失。一年前在喜瑪拉雅死去的哥哥政宇所留下的遺物，宣友偶然點燃了那一炷不值錢的香，發現那竟然是能夠回到20年前的時間機器。因為病情副作用所產生的幻想，還是神賦予他另一個再次握緊的機會，不管是哪一個，對於面臨死亡的宣友別無選擇。 1992年——高中二年級學生 醫生家庭中的小兒子，期望擁有像電影般難忘的初戀，從父親那得來一個傳呼機後，向心儀的女同學散播傳呼機號碼。終於在某一天，初戀對象韓素拉出現了，成功地對她拋出了約會請求。 | 鄧肇基               | 麥皓豐（38） 黃積權（18） | 李景唐                |
| 周敏英/ 朴敏英/ 尹詩雅 | 趙胤熙 （30）    | 趙敏兒（10）     | 2012年——CBM電視台5年資歷的記者 在宣友帶領的小組下學習，像他的小跟班一樣渡過了五年，對宣友是無比崇拜，當他是導師也是男人。五年前，在新職員歡迎儀式上與宣友初次見面的瞬間，兩人的命運就已經交織在一起。有一天，宣友利用假期到尼泊爾尋找出差的敏英並向她求婚，敏英對此感到困惑，向宣友的朋友英勳詢問之下才得知宣友即將死亡的事實。敏英無法忍受被忽視，向宣友破口大罵並吐露自己的感情，同時也流露出無可奈何的軟弱。最後兩人約定要一起做出最大的努力活著，但是...... | 謝穎茵               | 凌晞（30） 成瑤孆（10）   | 魏晶琦                |

### 宣友家
| 角色   | 演員（劇中年齡）          | 演員（劇中年齡） | 介紹 | 粤语配音（劇中年齡） | 粤语配音（劇中年齡）    | 国语配音 （劇中年齡） |
| 角色   | 2012年                    | 1992年           | 介紹 | 香港有线             | 香港TVB                 | 国语配音 （劇中年齡） |
| 朴正宇 | 全盧民（47）              | 徐佑鎮（27）     | 宣友的哥哥 2012年——死於喜馬拉雅 二十年前父親去世後離開了韓國， 帶著無盡的徬徨在世界各地流浪， 長期孤獨地生活著而失去現實感。 為了尋找人生的渴求去了喜馬拉雅， 但是卻在那裡迎接死亡， 他留下了一本筆記本以及一炷不值錢的香。 1992年——大學醫院外科住院醫生 從國內最好的醫大畢業的模範生，為了成為像父親一樣的醫生而奮鬥著，對宣友來說是個讓人安心的哥哥。然而，政宇卻與帶著孩子的寡婦有進相愛。 | 陳健豪               | 陳欣（47） 曹啟謙（27） | 宋克軍                |
| 孫明姬 | 金希玲（65） 青年：陳藝瑟 | 金希玲（45）     | 宣友的母親 2012年——精神分裂症患者 丈夫死後就一直待在精神病醫院療養，因為長期生病讓她看起來更蒼老、憔悴。 1992年——明世醫院院長夫人 德高望重的學者之女，在父母的安排之下很早就確定要成為明世醫院的媳婦。與獨斷的丈夫無法快樂地生活，和兩個兒子像朋友一樣相處，也無條件滿足他們的願望。 | 鄧潔麗               | 黃麗芳 青年：羅孔柔     | 馮友薇                |
| 朴天秀 | －                        | 全國煥（47）     | 宣友的父親 1992年——明世醫院院長 總是心懷不安，凡事要親自確認才行，認為自己的判斷是最正確的，過於自我是他的致命缺點。不輕易相信別人，一旦認為好的人就不會對他有絲毫懷疑，正因為這樣，把想要守護的家人甚至連他自己都毀了。 | 劉文光               | 盧國權                  | 曹冀魯                |

### 宣友相關人物
| 角色   | 演員（劇中年齡）          | 演員（劇中年齡） | 介紹 | 粤语配音（劇中年齡）      | 粤语配音（劇中年齡）      | 国语配音 （劇中年齡） |
| 角色   | 2012年                    | 1992年           | 介紹 | 香港有线                  | 香港TVB                   | 国语配音 （劇中年齡） |
| 韓英勳 | 李承俊（38）              | 李伊庚（18）     | 宣友的竹馬故友 2012年——神經外科醫生 二十年來一直在宣友身邊的朋友，很清楚他的個性是無論遇到什麼困難都不會迴避的。對於宣友的嚴重頭痛直覺很不妙，親自確認了病況，真的很不情願從自己口中宣告朋友的生命期限只剩下一年，看著他這樣飽受痛苦，內心十分焦急。 1992年——高中二年級學生 誠實又令人鬱悶的模範生，雖然被貪玩的宣友引誘著，仍堅守自己的原則，在宣友面前就有如老婆一樣對他嘮叨和關心。 | 李家輝（38） 李家傑（18） | 黃啟昌（38） 鍾見麟（18） | 何志威                |
| 崔正哲 | 鄭東煥（67） 青年：徐東沅 | 鄭東煥（47）     | 天秀的醫科同窗兼同業者 2012年——明世醫院集團會長 為了達到目的不擇手段的冷漠企業家，培育出大韓民國最好的集團醫院，在國內享有名望。正覺得所有夢想都將實現之際，宣友的反擊讓他一切化為烏有的危機出現了...... 1992年——明世醫院副院長 雖然很聽從院長天秀的話，但是充滿野心的他，在天秀不知情之下正盤算著對明世醫院的霸佔計劃。                                                               | 黃志成                    | 陳永信 青年：陳灝瑋       | 宋克軍                |
| 吳哲民 | 嚴孝燮（52）              | 嚴孝燮（32）     | 宣友的上司 2012年——記者資歷30年的CBM電視台局長 講話刻薄但內心其實很善良，從宣友入社以來一直信任並幫助他的人物。帶領實習中的宣友跑現場，打壓並且折磨他。看出宣友的資質，將沒有經驗的他安排到主播位置時遭到強烈反對，但現在卻成為了最熱門的話題人物。 | 黎家希                    | 朱子聰                    | 胡鎮璽                |
| 金範錫 | 延濟旭（34）              | －               | 宣友的後輩記者 2012年——CBM電視台記者 對局長偏愛宣友有時會感到不滿，但卻是無論發生何事都會站在宣友這邊。 | 楊啟健                    | 周倚天                    |                       |
| 尚範   | 李準赫                    | －               | 宣友的同事 2012年——CBM電視台幕後工作人員 | 羅偉傑                    | 劉奕希                    |                       |
| 李珠熙 | 朴歌梨娜                  | －               | 勾引宣友的女同事 2013年——CBM電視台女主播 | 吳梅                      | 黃瑩瑩                    |                       |

### 其他人物
| 角色   | 演員（劇中年齡） | 演員（劇中年齡） | 介紹 | 粤语配音（劇中年齡） | 粤语配音（劇中年齡）      | 国语配音 （劇中年齡） |
| 角色   | 2012年           | 1992年           | 介紹 | 香港有线             | 香港TVB                   | 国语配音 （劇中年齡） |
| 金有進 | 李應敬（51）     | 賈得熙（31）     | 正宇過去的戀人 2012年——美國僑胞 很久之前移民到美國，與一名富有且老實的僑胞律師再婚。過了一段長時間的平靜生活，在韓國所牽扯的風波已經變得很模糊，回憶也都淡忘了。 1992年——二手唱片行主人 20歲結婚，但是婚後不久丈夫因為事故去世，丈夫唯一留下的東西只是一間簡陋的二手唱片行。活到30歲時，與一位年輕醫生正宇相遇，兩人如花般的愛情就這麼展開...... | 莊巧怡               | 陸惠玲（51） 鄭麗麗（31） |                       |
| 江書俊 | 吳珉錫（31）     | －               | 2012年——外科住院醫生 活潑、脾氣好，在醫院以好男人聞名。 | 羅偉傑               | 鄧志堅                    |                       |
| 成恩珠 | 劉世禮（38）     | 朴文雅（18）     | 英勳的妻子 2012年——家庭主婦 兩個孩子的母親，為了幫孩子找好學校而忙碌著。一直擔心最近行為怪異的英勳，追根究柢地問也沒有任何答案。 1992年——女高二年級學生 作為素拉的好友一起去了春川旅行，因此與英勳結識。 | 鄭家蕙               | 魏惠娥                    |                       |
| 韓素拉 | －               | 羅海嶺（18）     | 宣友的初戀 1992年——女高二年級學生 比任何人都清楚自己的漂亮，故作公主姿態。知道了宣友的家庭背景，所以與他陷入愛情，但是在宣友家出事後就斷絕聯繫了。 | 吳梅                 | 黃昕瑜                    |                       |
| 朱尚宇 | 李漢偉           | －               | 律師，有進再婚的丈夫。 |                      | 招世亮                    |                       |
| 朴昌民 | 金元海（64）     | 金元海（44）     | 崔正哲使喚的暴力份子 | 楊啟健               | 劉昭文                    |                       |
|        | 朴元相           | －               | 在尼泊爾將正宇死亡相關訊息告知宣友的警察 |                      | 馮志輝                    |                       |
|        | 崔雄             | －               | 崔正哲的秘書 |                      | 張方正                    |                       |

## 收視率
| 集數       | 播出日期   | AGB收視率        |
| 集數       | 播出日期   | 大韓民國（全國） |
| ---------- | ---------- | ---------------- |
| 1          | 2013/03/11 | 0.6%             |
| 2          | 2013/03/12 | 0.7%             |
| 3          | 2013/03/18 | 0.6%             |
| 4          | 2013/03/19 | 0.9%             |
| 5          | 2013/03/25 | 0.8%             |
| 6          | 2013/03/26 | 0.9%             |
| 7          | 2013/04/01 | 0.8%             |
| 8          | 2013/04/02 | 1.1%             |
| 9          | 2013/04/08 | 1.1%             |
| 10         | 2013/04/09 | 1.2%             |
| 11         | 2013/04/15 | 1.1%             |
| 12         | 2013/04/16 | 1.1%             |
| 13         | 2013/04/22 | 1.0%             |
| 14         | 2013/04/23 | 1.7%             |
| 15         | 2013/04/29 | 1.0%             |
| 16         | 2013/04/30 | 1.4%             |
| 17         | 2013/05/06 | 1.2%             |
| 18         | 2013/05/07 | 1.6%             |
| 19         | 2013/05/13 | 1.5%             |
| 20         | 2013/05/14 | 1.7%             |
| 平均收視率 | 平均收視率 | 1.10%            |

- 收視最低的集數以藍色表示，收視最高的集數以紅色表示，而空格則表示該集的收視沒有相關數據。

## 原聲帶
- 《Nine：九回時間旅行》OST（發行日期：2013年5月27日）

| 曲序 | 曲目                    | 演唱            |
| ---- | ----------------------- | --------------- |
| 1.   | Nine Title              | Various Artists |
| 2.   | 九炷香                  | 李智慧          |
| 3.   | 因為是你                | 金延宇          |
| 4.   | Oh 拜託                 | Natthew         |
| 5.   | 只是有點                | Urban Zakapa    |
| 6.   | 讓人流淚的故事          | Youme           |
| 7.   | 時間旅行                | Various Artists |
| 8.   | 九炷香（Acoustic ver.） | 李智慧          |
| 9.   | 因為是你（Inst.）       | Various Artists |
| 10.  | Oh 拜託（Inst.）        | Various Artists |
| 11.  | 只是有點（Inst.）       | Various Artists |
| 12.  | 讓人流淚的故事（Inst.） | Various Artists |
| 13.  | 眼神（Love Theme）      | Various Artists |
| 14.  | 喜馬拉雅                | Various Artists |

### 歌曲 （東森戲劇台版本）
- 片頭曲：《愛其實很殘忍》
- 片尾曲：《住在心裡的過客》

主唱：梁文音

## 香的使用
在劇中能回到20年前的時間機器為香，不受任何外力影響之下，每炷香燃燒時間為30分鐘。以下為劇中宣友點香的時間、回到過去所做的事情、產生的影響及人物關係變化。
| 次數 | 點香時間       | 事項 | 結果 |
| ---- | -------------- | --- | --- |
| 遺物 | 2012年12月     | 點燃了正宇留下的香，躺在床上後卻身處在空曠的雪地。 | 以為是幻覺 |
| 遺物 | 2012年12月     | 在家中被母親和正宇當作小偷而不小心受傷，將傳呼機帶走。 | 以傳呼機作為線索，開始懷疑香的作用。 |
| 遺物 | 2012年12月21日 | 在電視台休息室四處觀察以及與宣友（1992）通話 | 直覺香是能回到20年前的時間機器 |
| 遺物 | 2012年12月22日 | 用只剩10分鐘可以燃燒的殘香到了1992年尼泊爾的Maruna Lodge，拿回被藏在床底下的9炷香，也順手拿走了電影《終極保鑣》的原聲帶唱片。 | 間接影響 敏英在唱片盒內留下的紙條沒有消失，成為她想起已消失的記憶以及與書俊分手之關鍵物。 |
| 1    | 2012年12月23日 | 在明世醫院外撞見崔正哲，確認醫院內的路線，返家途中遇到正宇，從他身上發現要寄給有進的道別信。 | |
| 2    | 2012年12月24日 | 將2012年的聖誕卡放到英勳（1992）圖書室的桌上，告訴他2012年12月24日早上10點如果收到信的話就會明白是什麼意思。 | 英勳（2012）收到宣友的聖誕卡和錄音後，相信了宣友能夠回到過去的事情。 |
| 3    | 2012年12月24日 | 在唱片行發現有進暈倒在房裡，將她送到醫院，並讓她的女兒尹詩雅（敏英兒時名字）打電話通知正宇。 | 1993年4月24日，有進嫁給正宇，宣友成為敏英的叔叔。正宇沒有去喜瑪拉雅找香，所以沒有因此而死。2012年夏天，書俊成為敏英的男友。香並沒有消失，宣友和英勳開始有了雙重記憶。 |
| 4    | 2012年12月24日 | 阻止母親去看電影《終極保鑣》，與她在眼鏡店渡過，偷偷將項鍊放在她的包包。 | 間接影響 崔正哲（1992）從宣友母口中得知宣友父死亡現場的目擊者是曾和她去過眼鏡店的男人，透過眼鏡店的監視器看到宣友（2012）。 |
| 5    | 2012年12月30日 | 告訴宣友（1992）自己是20年後的他，但是仍被視為小偷，父親從電話中聽到兒子的求救聲馬上趕回家。宣友（2012）前往醫院在父親的辦公室架設監視器，之後打電話給宣友（1992）約好隔天晚上9點要再見面。香快燒完之際，透過畫面看到正宇走進辦公室。 | 新聞所記錄宣友父的死亡時間從1992年12月30日晚間11點變成1992年12月31日凌晨2點 間接影響 等不到未來的自己的宣友推測出他會在38歲的時候死去，英勳在宣友房間裡發現宣友（2012）不小心掉落的藥，以此判斷他的病因，原本已經去世的宣友也因此復活。                                                      |
| 6    | 2012年12月31日 | 對於崔正哲（2012）發來的簡訊提示感到疑惑，崔正哲（1992）到場的時候宣友父已經於12點半死亡。為此又再度回到過去確認，在現場看到正宇和母親以及死亡的父親。                                                                                | |
| 7    | 2012年12月31日 | 透過監視器觀看父親死亡的事發經過，將裝有2炷香的盒子留在失火的醫院。 | 把在醫院錄下的畫面交給崔正哲，宣友的病情加速惡化。 間接影響 警察在火災現場找到了裝有香的盒子在調查結束後將它還給宣友（1993），他將香保管下來，於是宣友（2013）又重新拿到香。 |
| 8    | 2013年4月10日  | 與哥哥說明關於香的一切，經過溝通後決定讓正宇（1993）去自首，但是正宇已經從崔正哲那邊拿到當時目擊者的照片，看到宣友（2013）來找他，突然變得很驚慌。宣友在危急之中說服了正宇，但是遭到暴力份子追擊刺傷。                                | 正宇（1993）雖然去自首了，但是負責的警察卻早已被收買，崔正哲將錄影帶拿回並摧毀。 |
| 9    | 2013年4月24日  | 崔正哲（2013）回到過去知會暴力份子除掉宣友（1993） | |
| 9    | 2013年4月24日  | 搭救宣友（1993），並讓即將結婚的正宇重新去自首。香雖然已經燃盡，但自己卻被鎖在1993年無法回去。 | 正宇的婚禮沒辦成，於是朴敏英變回周敏英。現在的崔正哲功成名就煙消雲散，正宇又再度復活。 間接影響 時空出現分裂，宣友（2013）之原時空在其失蹤下繼續拓展，出現更多悲劇；宣友（1993）則繼續長大並遇上敏英，駭然發覺她在1993年曾遇上宣友（2013），於是開始循著對方訴說的經歷，展開重要的旅程...... |

## 獎項
| 頒獎典禮                                   | 獎項              | 入圍者                 | 結果 |
| ------------------------------------------ | ----------------- | ---------------------- | ---- |
| 2013 Mnet 20's Choice Awards               | 20′s 最佳電視男星 | 李陣郁                 | 獲獎 |
| 2013第6屆韓國電視劇賞                      | 女子最優秀賞      | 趙允熙                 | 獲獎 |
| 2013APAN Stars Awards（第2屆大田電視劇節） | 導演獎            | 金炳秀                 | 獲獎 |
| 第50屆百想藝術大獎                         | 男子人氣獎        | 李陣郁                 | 提名 |
| 2016tvN10 Awards                           | 電視劇本賞        | 《Nine：九回時間旅行》 | 獲獎 |

## 腳註
1. ↑  美首次翻拍韓劇 《九回時間旅行》中標 （页面存档备份，存于） 朝鮮日報中文網
2. ↑  「Nine」，國內電視劇最初美國翻拍「金侖珍幫大忙」 （页面存档备份，存于） StarN
3. ↑  第7集，身份證漢字名為朴宣友。
4. ↑  香港無綫電視版本譯為「宣友」，有線電視版本譯為「善宇」。
5. ↑  尹詩雅是此角色童年時所用的名字
6. ↑  香港無綫電視版本譯為「政友」，有線電視版本譯為。
7. ↑  香港無綫電視版本譯為「英勳」，有線電視版本譯為「英勛」。
8. ↑  香港無綫電視版本譯為「振哲」，有線電視版本譯為。
9. ↑  第4集，個人資料上漢字名為金有進。
10. ↑  香港無綫電視版本譯為「素蘿」，有線電視版本譯為。
11. ↑   [每日收視數據表] (AGB).   [2013-01-01]. （原始内容存档于2017-05-13） （韩语）.

## 外部連結
- 韓國tvN
- 香港有線電視（繁體中文）
- 香港無綫電視（繁體中文）
- 台灣東森戲劇台（繁體中文）

| tvN 月火劇                                  | tvN 月火劇                                               | tvN 月火劇 |
| ------------------------------------------- | -------------------------------------------------------- | ---------- |
|                                             | Nine：九回時間旅行 （2013年3月11日 - 2013年5月14日）     |            |
| 鄰家花美男 （2013年1月7日 - 2013年2月26日） | 戀愛操作團：大鼻子情聖 （2013年5月27日 - 2013年7月16日） |            |

| 香港 奇寶劇集台 星期一至五 19:00 - 20:00  | 香港 奇寶劇集台 星期一至五 19:00 - 20:00        | 香港 奇寶劇集台 星期一至五 19:00 - 20:00 |
| ----------------------------------------- | ----------------------------------------------- | ---------------------------------------- |
|                                           | 九回時間旅行 （2013年9月16日 - 2013年10月11日） |                                          |
| 仁粹大妃 （2013年6月3日 - 2013年9月13日） | 天命 （2013年10月14日 - 2013年11月19日）        |                                          |

| 香港／ 臺灣 channel M 星期一、二 22:00 - 23:05 | 香港／ 臺灣 channel M 星期一、二 22:00 - 23:05                               | 香港／ 臺灣 channel M 星期一、二 22:00 - 23:05 |
| ---------------------------------------------- | ---------------------------------------------------------------------------- | ---------------------------------------------- |
|                                                | 九回時空旅行 （2014年9月8日 - 2014年11月11日）                               |                                                |
| 高校處世王 （2014年7月7日 - 2014年9月1日）     | 仁顯王后的男人（第3-16集） （2014年11月17日 - 2014年12月8日）（21:00-23:00） |                                                |

| 香港 無綫電視J2 星期一至五 22:30 - 23:30   | 香港 無綫電視J2 星期一至五 22:30 - 23:30       | 香港 無綫電視J2 星期一至五 22:30 - 23:30 |
| ------------------------------------------ | ---------------------------------------------- | ---------------------------------------- |
|                                            | 九轉迴香 （2014年9月24日 - 2014年10月21日）    |                                          |
| 急診男女 （2014年8月20日 - 2014年9月23日） | 未來的選擇 （2014年10月22日 - 2014年11月19日） |                                          |

| 臺灣 東森戲劇台 星期一至五 22:00 - 23:00 | 臺灣 東森戲劇台 星期一至五 22:00 - 23:00           | 臺灣 東森戲劇台 星期一至五 22:00 - 23:00 |
| ---------------------------------------- | -------------------------------------------------- | ---------------------------------------- |
|                                          | 九轉時光的旅行 （2014年10月14日 - 2014年11月11日） |                                          |
| 神醫 （2014年9月1日 - 2014年10月13日）   | 真愛密碼 （2014年11月12日 - 2014年12月15日）       |                                          |

| 臺灣 東森綜合台 每週一至週四 23:00 - 24:00            | 臺灣 東森綜合台 每週一至週四 23:00 - 24:00      | 臺灣 東森綜合台 每週一至週四 23:00 - 24:00 |
| ----------------------------------------------------- | ----------------------------------------------- | ------------------------------------------ |
|                                                       | 九轉時光的旅行 （2015年11月2日－2015年12月7日） |                                            |
| 綜藝大熱門 （重播） （2015年8月31日－2015年10月30日） | 電視劇帝王 （2015年12月8日－2016年1月21日）     |                                            |

| 马来西亚 八度空间 星期一至五 20:30-21:30 | 马来西亚 八度空间 星期一至五 20:30-21:30             | 马来西亚 八度空间 星期一至五 20:30-21:30 |
| ---------------------------------------- | ---------------------------------------------------- | ---------------------------------------- |
|                                          | 九回時間旅行 （2014年12月1日－12月26日）             |                                          |
| 宫锁连城 （2014年9月30日－11月28日）     | Good Doctor善良醫生 （2014年12月29日－2015年2月4日） |                                          |